# Prix Sakharov
Le prix Sakharov pour la liberté de l'esprit (ou simplement prix Sakharov), nommé en l'honneur du scientifique et dissident soviétique Andreï Sakharov, est une distinction créée en 1988 par le Parlement européen pour honorer les personnes ou les organisations qui ont consacré leur existence à la défense des droits de l'homme et des libertés fondamentales.
Les candidats au prix Sakharov sont nommés par les membres du Parlement européen. Ensuite, les nominations sont évaluées lors d'une réunion de la commission des affaires étrangères, de la commission du développement et de la sous-commission des droits de l'Homme. Au mois d'octobre, après le vote final de la Conférence des présidents, le lauréat est annoncé. Le prix Sakharov, doté de 50 000 euros, est remis par le président du Parlement européen en session plénière à Strasbourg.

## Histoire
Le 26 juillet 1984, le Parlement européen adopte une résolution demandant à l'Union soviétique d'autoriser le retour des époux Sakharov en Russie (il s'agit de la deuxième résolution sur le sujet, la première datant du 10 février 1983). Lors du débat, alors que plusieurs propositions sont faites pour honorer Sakharov, dont de conserver une « chaise vide » au Parlement en son honneur, le député Jean-François Deniau propose l'idée d'attribuer un prix. La commission politique du Parlement, avec Deniau rapporteur, adopte son rapport le 31 octobre 1985 qui pose les bases du prix Sakharov, soulignant que ce dernier est « un citoyen européen qui incarne la liberté d'esprit et d'expression ». La proposition est adoptée le 13 décembre 1985.
D'après le texte adopté : « [le Parlement européen] déclare son intention d'instaurer un prix auquel sera donné le nom « prix Sakharov » du Parlement européen pour la liberté de l'esprit qui sera décerné chaque année à une étude ou un ouvrage rédigé sur un des thèmes suivants :
- le développement des relations Est-Ouest par rapport à l'Acte final d'Helsinki, et notamment la 3e corbeille relative à la coopération dans les domaines humanitaires et autres,
- la protection de la liberté d'enquête scientifique,
- la défense des droits de l'Homme et le respect du droit international,
- la pratique gouvernementale par rapport à la lettre des constitutions. »

Sakharov, dont l'accord pour la création du prix était obligatoire selon le texte adopté, donne son accord en avril 1987.
Le Bureau du Parlement européen arrête les caractéristiques initiales du prix le 6 juillet 1988, sur la base du texte du 13 décembre 1985. Le prix, s'il est destiné à récompenser la rédaction d'un ouvrage ou d'une étude, peut « également honorer des engagements, activités ou réalisations. ».

## Statuts
Les statuts actuels du prix, adoptés le 15 mai 2003 en révision de ceux arrêtés le 6 juillet 1988, mettent à jour la liste des sujets susceptibles de récompense au vu des évolutions politiques étant survenues depuis sa création. La nouvelle rédaction supprime aussi la nécessité de rédaction d'une étude, élargissant le champ du prix « toute production intellectuelle ou artistique, engagement ou action menée ». La récompense monétaire est également portée de 5000 écus à 50 000 euros.
Selon la formulation actuelle des statuts :
« Ce prix est destiné à récompenser une réalisation particulière dans un des domaines suivants :
- défense des droits de l'homme et des libertés fondamentales, en particulier du droit à la liberté d'opinion,
- protection des droits des minorités,
- respect du droit international public,
- développement de la démocratie et mise en place de l’état de droit.

Par « réalisation », il faut entendre toute production intellectuelle ou artistique, l’engagement, ou l’action menée dans les domaines cités plus haut. »

## Lauréats
| Année | Récipiendaire                                                       | Nationalité                      | Notes | Référence |
| ----- | ------------------------------------------------------------------- | -------------------------------- | --- | --------- |
| 1988  | Nelson Mandela                                                      | Afrique du Sud                   | Activiste anti-apartheid et plus tard Président de l'Afrique du Sud | [ 6 ]     |
| 1988  | Anatoli Martchenko (À titre posthume)                               | Union soviétique                 | Dissident soviétique, auteur et militant des droits humains | [ 6 ]     |
| 1989  | Alexander Dubček                                                    | Tchécoslovaquie                  | Politicien slovaque, a tenté de réformer le régime communiste pendant le printemps de Prague | [ 6 ]     |
| 1990  | Aung San Suu Kyi                                                    | Birmanie                         | Politicienne de l'opposition et ancienne secrétaire général de la Ligue nationale pour la démocratie                                                                                             | [ 7 ]     |
| 1991  | Adem Demaçi                                                         | Kosovo                           | Albanais du Kosovo. Politicien et prisonnier politique à long terme | [ 6 ]     |
| 1992  | Mères de la place de Mai                                            | Argentine                        | Association des mères argentines dont les enfants ont disparu pendant la guerre sale | [ 7 ]     |
| 1993  | Oslobođenje                                                         | Bosnie-Herzégovine               | Un journal populaire qui défendait la Bosnie-Herzégovine comme un État multiethnique | [ 7 ]     |
| 1994  | Taslima Nasrin                                                      | Bangladesh                       | Ex-docteur, autrice féministe | [ 7 ]     |
| 1995  | Leyla Zana                                                          | Turquie                          | Politicienne d'origine kurde du sud-est de la Turquie, qui a été emprisonné pendant 10 ans pour être membre du PKK.                                                                              | [ 6 ]     |
| 1996  | Wei Jingsheng                                                       | Chine                            | Militant du mouvement de la démocratie chinoise | [ 7 ]     |
| 1997  | Salima Ghezali                                                      | Algérie                          | Journaliste et écrivaine, militante des droits des femmes, des droits de l'homme et de la démocratie en Algérie                                                                                  | [ 7 ]     |
| 1998  | Ibrahim Rugova                                                      | Kosovo                           | Politicien albanais, premier président du Kosovo | [ 6 ]     |
| 1999  | Xanana Gusmão                                                       | Timor oriental                   | Ancien militant qui fut le premier président du Timor oriental | [ 8 ]     |
| 2000  | ¡Basta Ya!                                                          | Espagne                          | Organisation réunissant des individus de diverses positions politiques contre le terrorisme | [ 9 ]     |
| 2001  | Nurit Peled-Elhanan                                                 | Israel                           | Militante pour la paix | [ 6 ]     |
| 2001  | Izzat Ghazzawi                                                      | Palestine                        | Écrivain, professeur | [ 6 ]     |
| 2001  | Dom Zacarias Kamwenho                                               | Angola                           | Archevêque et militant pour la paix | [ 6 ]     |
| 2002  | Oswaldo Payá Sardiñas                                               | Cuba                             | Activiste politique et dissident | [ 10 ]    |
| 2003  | Kofi Annan                                                          | Ghana                            | Récipiendaire du Prix Nobel de la paix et septième Secrétaire général de l'Organisation des Nations unies                                                                                        | [ 6 ]     |
| 2003  | Organisation des Nations unies                                      | N/A (International)              | Récipiendaire du Prix Nobel de la paix et septième Secrétaire général de l'Organisation des Nations unies                                                                                        | [ 6 ]     |
| 2004  | Association biélorusse des journalistes                             | Biélorussie                      | Organisation non gouvernementale « visant à assurer la liberté de parole et les droits de recevoir et de diffuser des informations et de promouvoir des normes professionnelles de journalisme » | [ 11 ]    |
| 2005  | Dames en blanc                                                      | Cuba                             | Mouvement d'opposition, parents de dissidents emprisonnés | [ 12 ]    |
| 2005  | Reporters sans frontières                                           | N/A (International)              | Organisation non gouvernementale basée en France qui préconise la liberté de la presse | [ 12 ]    |
| 2005  | Hauwa Ibrahim                                                       | Nigeria                          | Avocate des droits de l'homme | [ 12 ]    |
| 2006  | Alexandre Milinkevitch                                              | Biélorussie                      | Politicien choisi par les Forces démocratiques unies de Biélorussie comme candidat commun de l'opposition aux élections présidentielles de 2006                                                  | [ 13 ]    |
| 2007  | Salih Mahmoud Osman                                                 | Soudan                           | Avocat des droits de l'homme | [ 7 ]     |
| 2008  | Hu Jia                                                              | Chine                            | Militant et dissident | [ 14 ]    |
| 2009  | Memorial (Oleg Orlov, Sergueï Kovalev et Lioudmila Alexeïeva)       | Russie                           | Société pour les droits civils internationaux et l'histoire | [ 15 ]    |
| 2010  | Guillermo Fariñas                                                   | Cuba                             | Docteur, journaliste et dissident politique | [ 16 ]    |
| 2011  | Asmaa Mahfouz                                                       | Égypte                           | Cinq représentants du peuple arabe, en reconnaissance et en soutien de leur volonté de promouvoir la liberté et les droits de l'homme.                                                           | [ 17 ]    |
| 2011  | Ahmed al-Senussi                                                    | Libye                            | Cinq représentants du peuple arabe, en reconnaissance et en soutien de leur volonté de promouvoir la liberté et les droits de l'homme.                                                           | [ 17 ]    |
| 2011  | Razan Zaitouneh                                                     | Syrie                            | Cinq représentants du peuple arabe, en reconnaissance et en soutien de leur volonté de promouvoir la liberté et les droits de l'homme.                                                           | [ 17 ]    |
| 2011  | Ali Farzat                                                          | Syrie                            | Cinq représentants du peuple arabe, en reconnaissance et en soutien de leur volonté de promouvoir la liberté et les droits de l'homme.                                                           | [ 17 ]    |
| 2011  | Mohamed Bouazizi (à titre posthume)                                 | Tunisie                          | Cinq représentants du peuple arabe, en reconnaissance et en soutien de leur volonté de promouvoir la liberté et les droits de l'homme.                                                           | [ 17 ]    |
| 2012  | Jafar Panahi                                                        | Iran                             | Militants iraniens, Sotoudeh est une avocate et Panahi est un réalisateur. | ,         |
| 2012  | Nasrin Sotoudeh                                                     | Iran                             | Militants iraniens, Sotoudeh est une avocate et Panahi est un réalisateur. | ,         |
| 2013  | Malala Yousafzai                                                    | Pakistan                         | Militante pour les droits des femmes et l'éducation | [ 20 ]    |
| 2014  | Denis Mukwege                                                       | République démocratique du Congo | Gynécologue traitant les victimes de viol collectif | [ 21 ]    |
| 2015  | Raif Badawi                                                         | Arabie saoudite                  | Écrivain et militant saoudien et créateur du site Free Saudi Liberal | [ 22 ]    |
| 2016  | Nadia Murad Basee                                                   | Iraq                             | Les militantes des droits humains Yezidi et les anciennes enlevées de l'État islamique | [ 23 ]    |
| 2016  | Lamia Haji Bachar                                                   | Iraq                             | Les militantes des droits humains Yezidi et les anciennes enlevées de l'État islamique | [ 23 ]    |
| 2017  | Opposition démocratique vénézuélienne                               | Venezuela                        | Assemblée nationale vénézuélienne et prisonniers politiques vénézuéliens | [ 24 ]    |
| 2018  | Oleh Sentsov                                                        | Ukraine                          | Cinéaste ukrainien, activiste d'Euromaïdan et militant des droits de l'Homme. | [ 25 ]    |
| 2019  | Ilham Tohti                                                         | Chine                            | Dissident ouïgour, universitaire, économiste et militant des droits de l'homme. | [ 26 ]    |
| 2020  | Opposition démocratique en Biélorussie                              | Biélorussie                      | Conseil de coordination, initiative lancée par des femmes courageuses et des représentants de la société civile.                                                                                 | [ 27 ]    |
| 2021  | Alexeï Navalny                                                      | Russie                           | Avocat et militant politique russe. | [ 28 ]    |
| 2022  | Peuple ukrainien                                                    | Ukraine                          | Peuple touché sur son sol par l'invasion de l'Ukraine par la Russie. | [ 29 ]    |
| 2023  | Mahsa Amini (à titre posthume) ; et le mouvement des femmes en Iran | Iran                             | Symbolise le mouvement révolutionnaire des femmes en Iran. | [ 30 ]    |
| 2024  | María Corina Machado                                                | Venezuela                        | Dirigeants de l'opposition démocratique vénézuélienne | [ 31 ]    |
| 2024  | Edmundo González Urrutia                                            | Venezuela                        | Dirigeants de l'opposition démocratique vénézuélienne | [ 31 ]    |

## Cérémonies particulières
Le 15 décembre 2010, le prix a été remis à Guillermo Fariñas. Or les autorités cubaines n'ont pas autorisé le lauréat à venir à Strasbourg, malgré les demandes de Jerzy Buzek, président du Parlement européen. Ce dernier a donc déposé le diplôme sur une chaise vide, couverte d'un drapeau cubain à la demande du dissident.
Le prix a finalement pu lui être remis le 3 juillet 2013, dans l’hémicycle du Parlement européen à Strasbourg.

Remise du prix Sakharov 2010 à Guillermo Fariñas, Strasbourg, le 3 juillet 2013
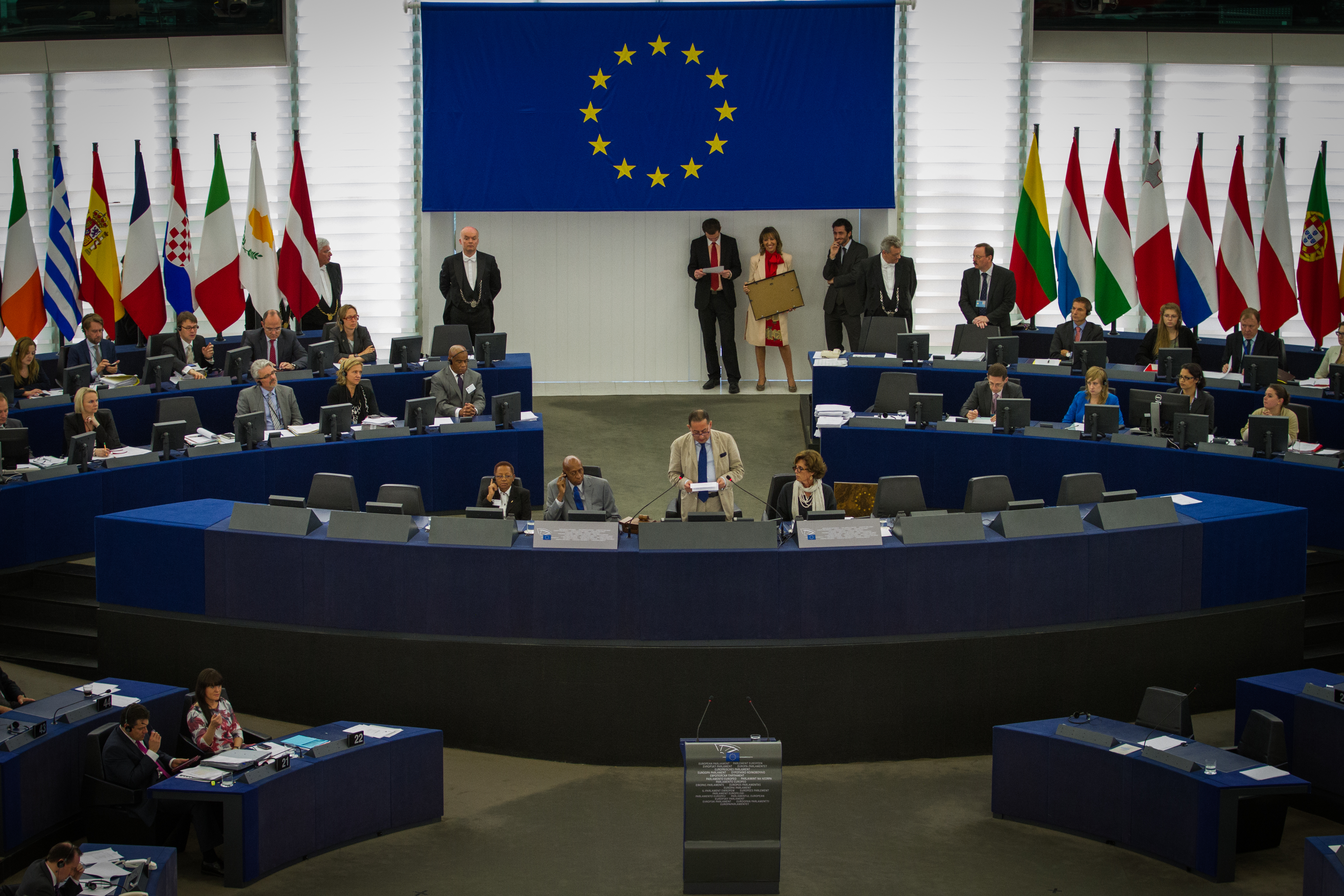
Remise du prix Sakharov 2010 à Guillermo Fariñas.
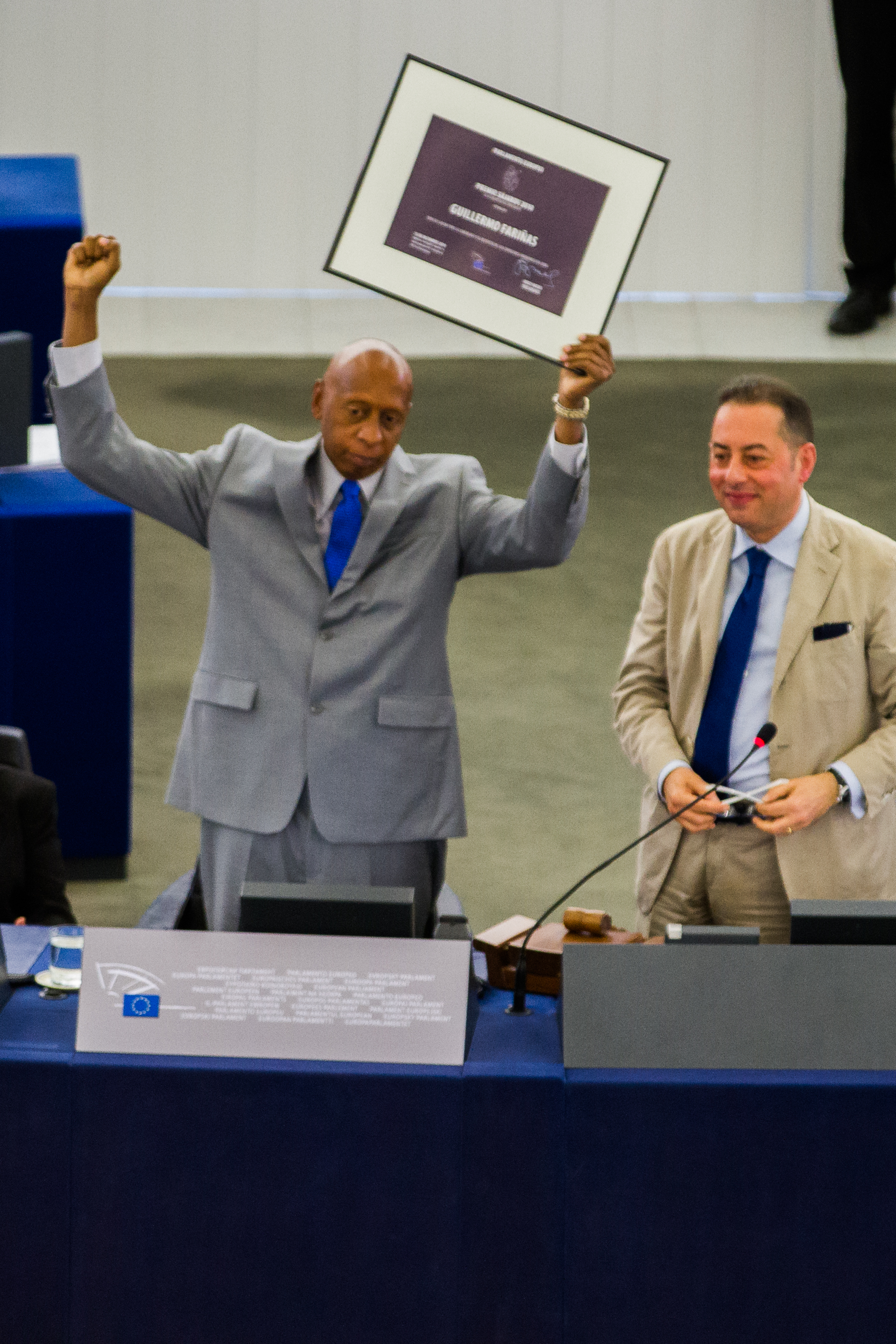
Remise du prix Sakharov 2010 à Guillermo Fariñas.

Le 22 octobre 2013, Martin Schultz remet à Aung San Suu Kyi dans l’hémicycle du Parlement européen à Strasbourg le prix qui lui avait été décerné en 1990.

Remise du Prix Sakharov 1990 à Aung San Suu Kyi, Strasbourg, le 22 octobre 2013
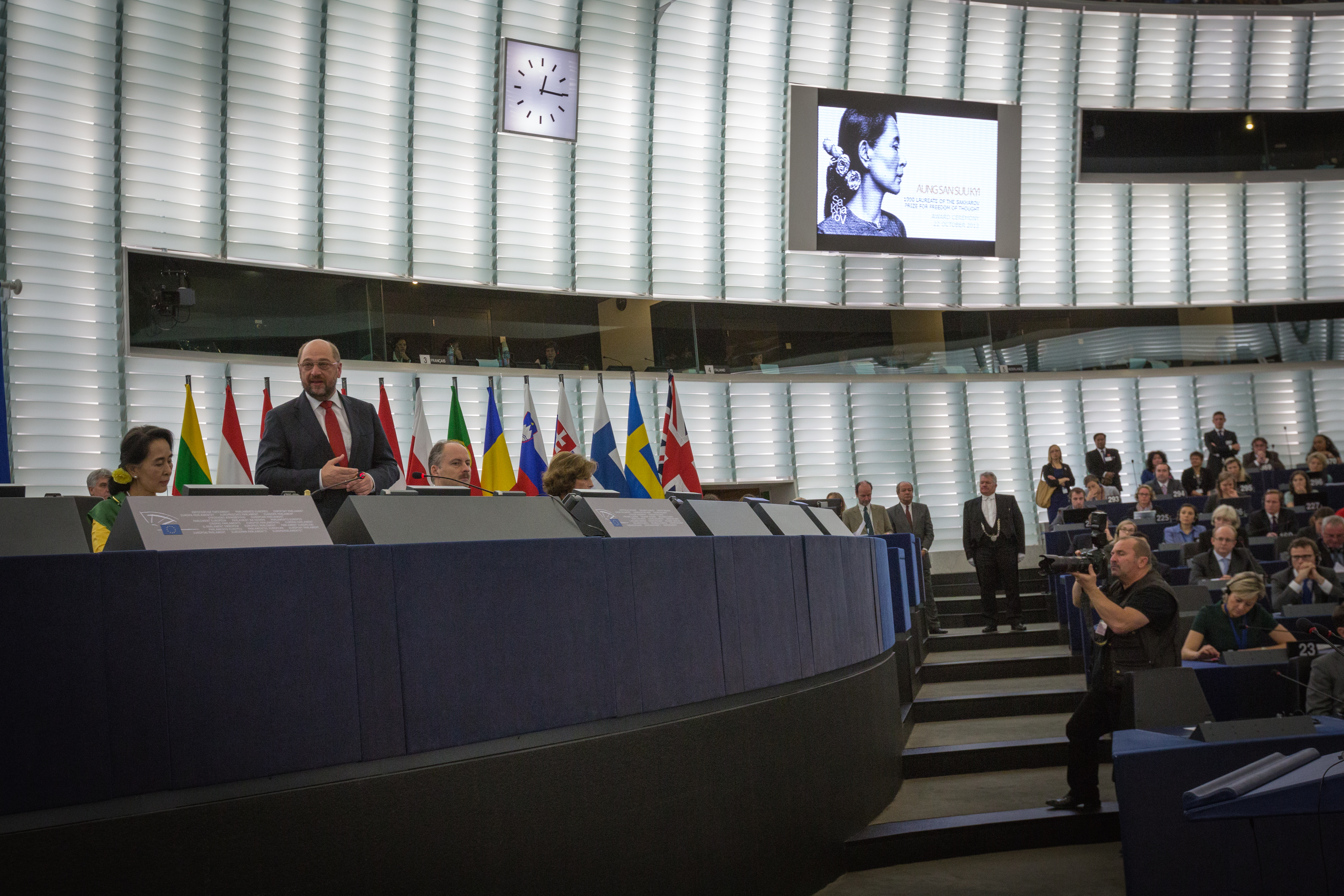
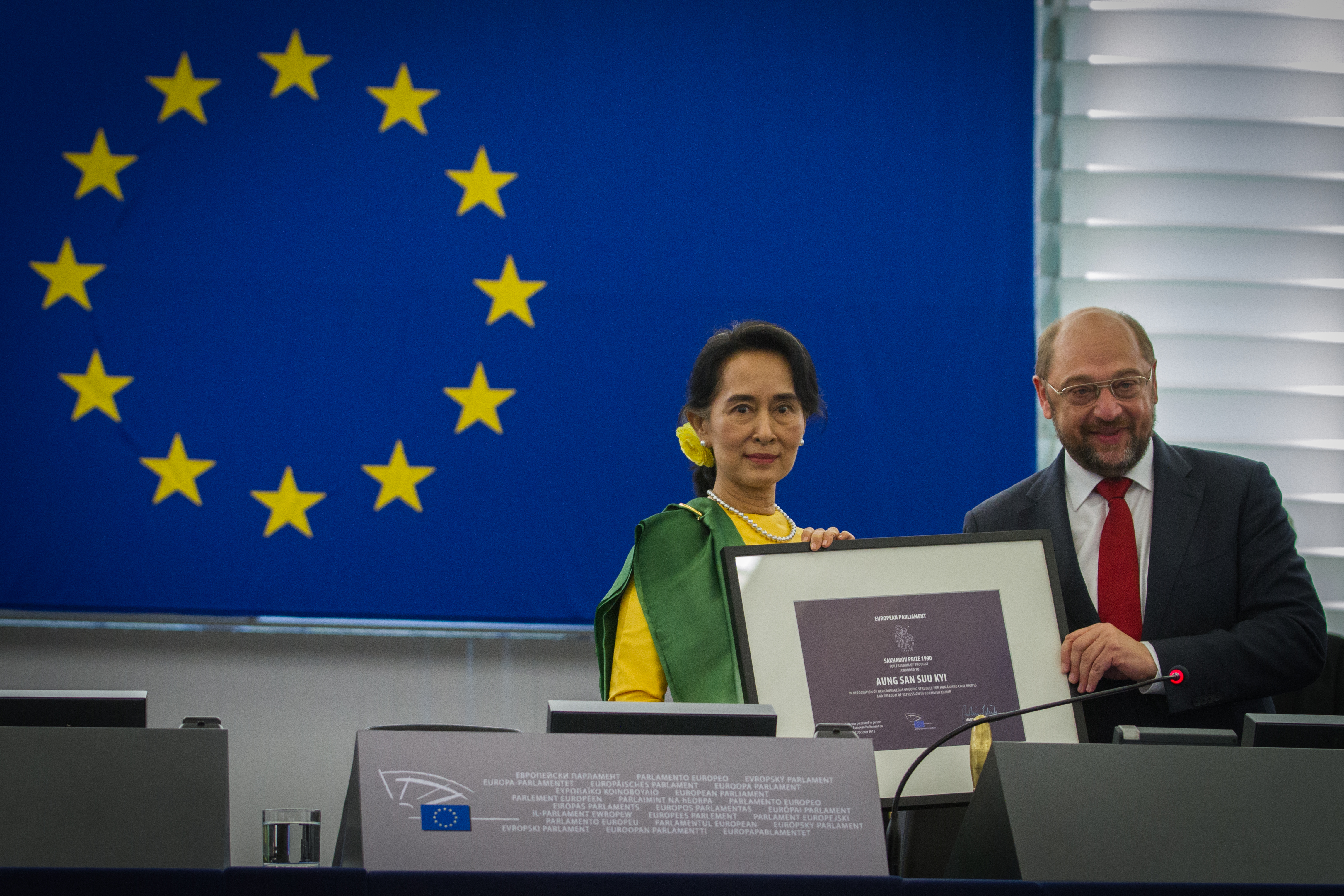
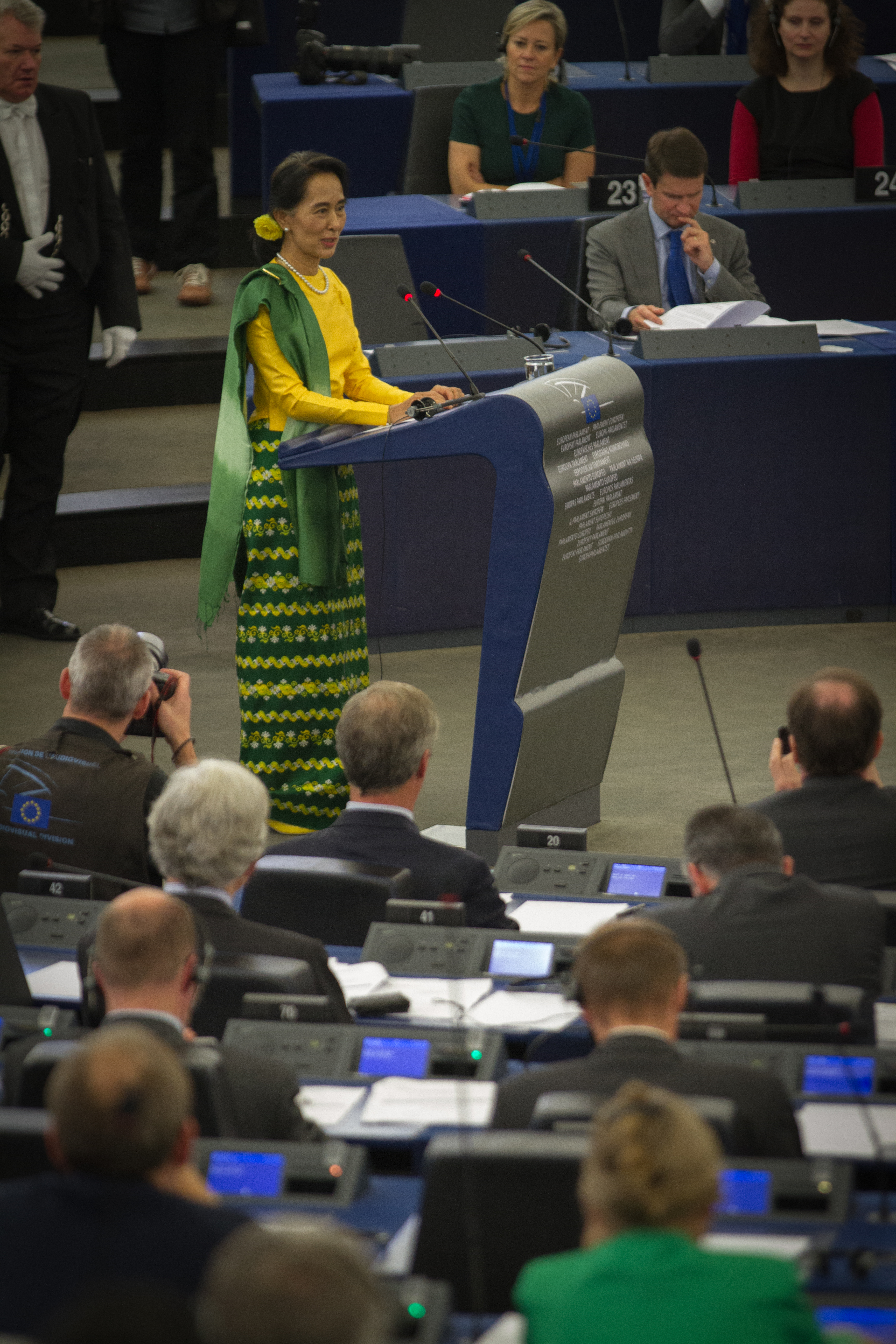
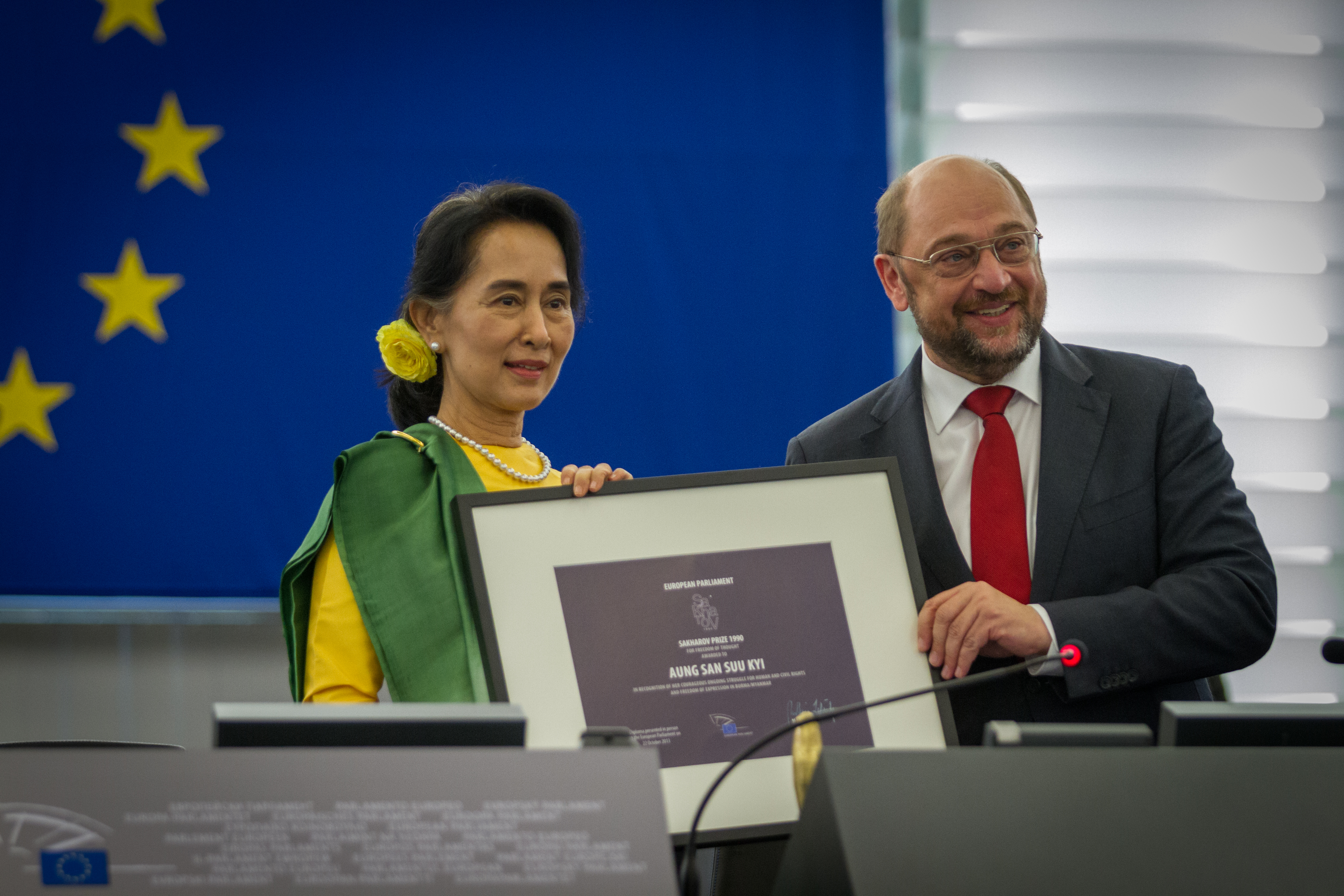
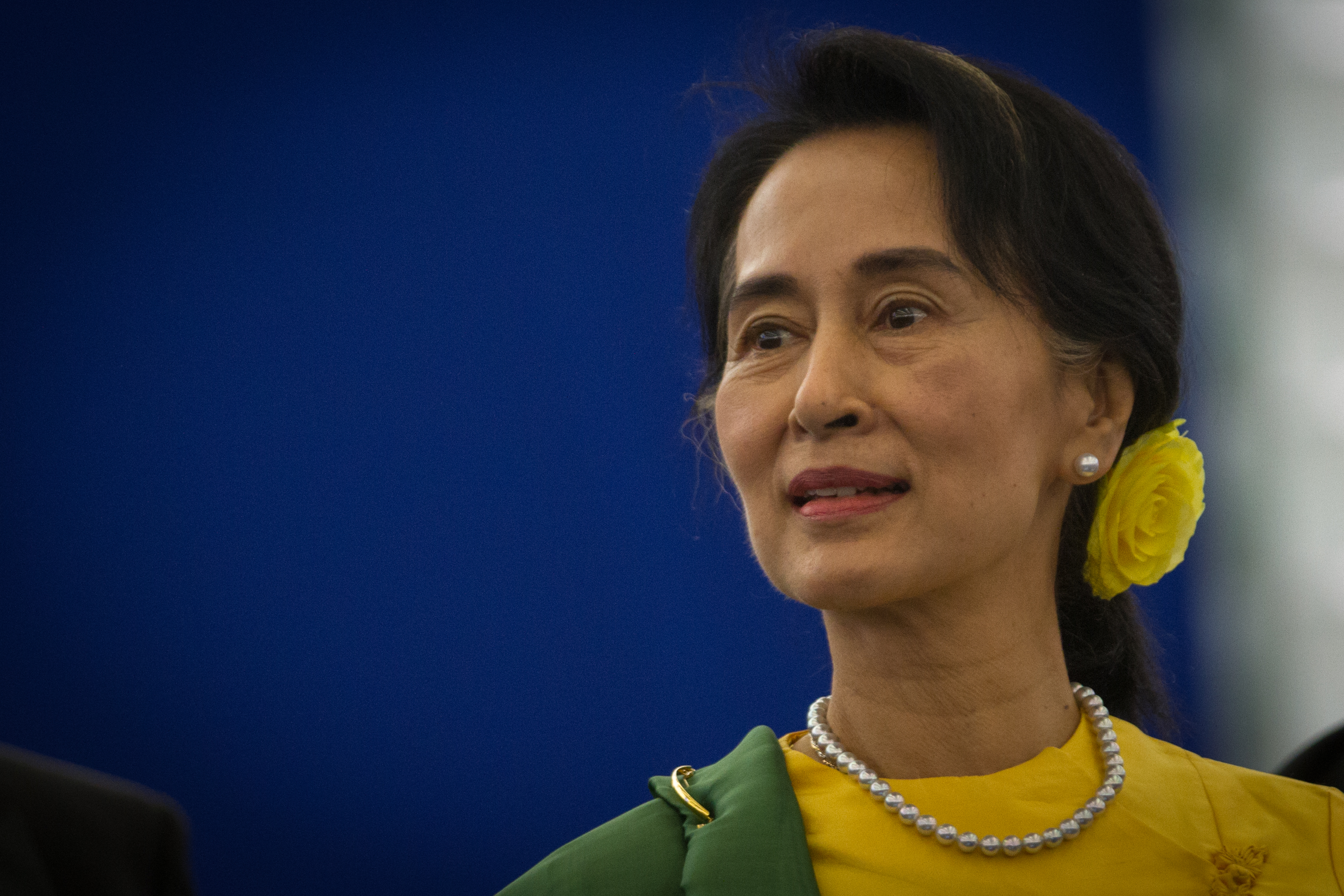